# セレナーデ (岡林信康のアルバム)
『セレナーデ』は、岡林信康が1978年9月25日に日本コロムビアから発売したスタジオ・アルバムとしては最後のアルバム。次作は、古巣のビクターレコードへ移籍する。

## 解説
前作『ラブソングス』発表後、久しぶりにギター1本で約1年100箇所あまりの村や町を旅した。昔の自分を求める観客との間に微妙なズレを感じつつも、どこの会場も大盛況だった。弾き語りを100箇所も続けていると、他のミュージシャンと一緒にプレイしたくなり、そんな想いが強くなった頃、ニール・セダカやポール・アンカといったアメリカンオールディーズにひかれ、今度はこれらの曲を聴きまくった。子どもたちがファンであったピンク・レディーのレコードをかけてくれとしょっちゅうせがまれた影響もあり、歌謡ポップス・アルバムを作ってやれと捻り出して作ったアルバム。
レコーディングに参加したミュージシャンは、彼らに魅力を感じて集まったわけではなく、たまたまスケジュールの関係でこういう顔ぶれが揃った。過去の作品と違って、同録はなく、できたカラオケにヴォーカルの後入れが多く、参加したメンバーとの顔合わせしていない作品も多い。
「このアルバムを出したおかげで、かなり親しく付き合っていた友だちを何人か失った。それほどつまらないアルバムに見えたのでしょう、彼らには・・・」と語るように、日本コロムビアから発売された本作を含む、『うつし絵』と『ラブソングス』の3枚のアルバムとも、いずれも売上は芳しくなかった。

## 収録曲
全作詞・作曲：岡林信康、全編曲：あかのたちお

### Side A
1. ベイビー・ワン・モア・チャンス  –  (3:29)
2. メイキャップお嬢さん  –  (3:07)
3. 淋しき街角  –  (3:31)
4. ミッドナイト・トレイン  –  (4:45)
5. オリビアに  –  (3:38)

### Side B
1. 新説SOS  –  (2:41)
  - ピンクレディーの『S・O・S』を書いた阿久悠をパロディにしているため、日本コロムビアのスタッフが事前にお伺いをたてたが、「おもしろい!これは岡林の才能ですよ」と言われた[4]。地方の有線放送でこの曲がベスト10に入り、シングル化の話もあったが、岡林本人が希望せず、知人であった笑福亭鶴光に話を持っていったらカバーすることになったが、全く売れなかった[4]。
2. スーパー・トンデル・レディー  –  (3:32)
3. ミッドナイト・トレイン TAKEII  –  (4:28)
4. セクシー・ナイト・フィーバー  –  (4:50)
5. セレナーデ  –  (4:28)

## レコーディング・メンバー

### ミュージシャン
- 唄、ギター、ハーモニカ  –  岡林信康
- キーボード  –  羽田健太郎、大原繁仁、栗林稔
- エレクトリック・ベース  –  後藤次利、小原礼、武部秀明
- ドラム  –  林立夫、森谷順、島村英二
- エレキ・ギター  –  芳野藤丸
- アコースティック・ギター  –  吉川忠英、笛吹利明
- パーカッション  –  穴井忠臣
- ホーン  –  羽鳥幸次、数原晋、新井英治、村岡健、ジェイク・H・コンセプション
- コーラス  –  タイムファイヴ、ミンツ、梅垣達志、尾形道子、槇みちる
- お囃子  –  堅田社中
- ストリングス  –  多グループ

## 発売履歴
| 発売日         | レーベル       | 規格 | 規格品番   | 備考                                                                                             |
| -------------- | -------------- | ---- | ---------- | ------------------------------------------------------------------------------------------------ |
| 1978年9月25日  | 日本コロムビア | LP   | LX-7050    |                                                                                                  |
| 2008年12月17日 | 日本コロムビア | CD   | COCP-35314 | 初CD化。“昭和アーカイブス・紙ジャケこれくしょん”。2008年デジタルリマスター盤、紙ジャケット仕様。 |
| 2012年10月24日 |                | 配信 |            |                                                                                                  |